# Pulau Pamujan Besar
Pulau Pamujan Besar är en ö i Indonesien.   Den ligger i provinsen Banten, i den västra delen av landet, 80 km väster om huvudstaden Jakarta. Arean är 0,17 kvadratkilometer.
Terrängen på Pulau Pamujan Besar är mycket platt. Den sträcker sig 0,4 kilometer i nord-sydlig riktning, och 0,6 kilometer i öst-västlig riktning.